# Hector Santiago
Hector Felipe Santiago (né le 16 décembre 1987 à Newark, New Jersey, États-Unis) est un lanceur gaucher des Ligues majeures de baseball.

## Carrière

### White Sox de Chicago
Hector Santiago est repêché au 30e tour de sélection par les White Sox de Chicago en 2006.
Il fait ses débuts dans le baseball majeur le 6 juillet 2011 pour les White Sox, lançant une manche en relève contre les Royals de Kansas City.
Après seulement deux matchs joués pour Chicago en 2011, il dispute sa saison recrue en 2012, année où il maintient une moyenne de points mérités de 3,33 en 70 manches et un tiers lancées lors de 42 présences au monticule. Il enregistre 79 retraits sur des prises et affiche un dossier de 4 victoires contre une seule défaite, avec 4 sauvetages. Il réalise son premier sauvetage dans les majeures à sa première partie jouée de la saison, le 7 avril face aux Rangers du Texas et savourse sa première victoire le 8 mai suivant contre les Indians de Cleveland. Santiago effectue 38 de ses 42 sorties de l'année comme lanceur de relève.
En 2013, les White Sox utilisent Santiago comme lanceur partant à 23 reprises et font appel à lui en relève en 11 occasions. Il travaille 149 manches en 34 parties et maintient une moyenne de points mérités de 3,56 avec 137 retraits sur des prises. Il remporte 4 victoires contre 9 défaites pour les White Sox, l'une des pires équipes de la ligue.

### Angels de Los Angeles
Le 10 décembre 2013, Santiago passe des White Sox aux Angels de Los Angeles dans une transaction à trois clubs impliquant aussi les Diamondbacks de l'Arizona. Le voltigeur Adam Eaton passe de l'Arizona à Chicago, le lanceur gaucher Tyler Skaggs est transféré des Diamondbacks aux Angels, tandis que le premier but et voltigeur Mark Trumbo fait le chemin inverse, des Angels au club d'Arizona.
Il effectue 24 départs pour les Angels à sa première saison en Californie et ajoute 6 apparitions en relève. En 127 manches et un tiers lancées, sa moyenne de points mérités se chiffre à 3,75. Il remporte 6 victoires contre 9 défaites. Il fait ses débuts en éliminatoires dans la Série de division entre les Angels et Kansas City mais accorde deux points mérités sur un coup sûr et deux buts-sur-balles en seulement une manche et un tiers lancée.

### Twins du Minnesota
Le 1er août 2016, les Angels de Los Angeles échangent Santiago et le lanceur droitier Alan Busenitz aux Twins du Minnesota en retour des lanceurs droitiers Ricky Nolasco et Alex Meyer.